# Wil Huygen
Wil Huygen, né le 23 juin 1922 à Amersfoort et mort le 14 janvier 2009  à Bilthoven, est un écrivain néerlandais spécialisé en littérature d'enfance et de jeunesse et de fantasy. Il est surtout connu pour ses livres sur Les Gnomes illustrés par Rien Poortvliet.

## Biographie
Willibrord Joseph Huygen est né à Amersfoort. Médecin, il était aussi peintre à ses heures. Il était marié et père de cinq enfants. 
Son livre le plus connu est Les Gnomes (Leven en werken van de Kabouter) illustré par Rien Poortvliet, suivi par Le Livre secret des gnomes (De oproep der Kabouters). L'originalité de ces deux livres est  de se présenter comme des ouvrages encyclopédiques sur des êtres imaginaires, reprenant les éléments traditionnels d'un livre naturaliste avec humour et poésie.

## Œuvres
- Leven en werken van de Kabouter (1976) (Les Gnomes - Albin Michel jeunesse 1979)
- ??? (Le monde enchanté des lutins (livre POP UP / 3D) Fernand Nathan 1980)
- De oproep der Kabouters (1981) (Le livre secret des Gnomes - Albin Michel 1987)
- De geheime nachten van Jochem
- Tuin van verlangen
- Het boek van Klaas Vaak (1988) (Le marchand de sable et l'abécédaire du sommeil - Nathan image 1989)
- En buiten lag het paradijs en Waarnemer gevraagd

## Adaptations
Ses livres ont inspiré les séries d'animation David le gnome et La Sagesse des gnomes.